# A.J. Foyt

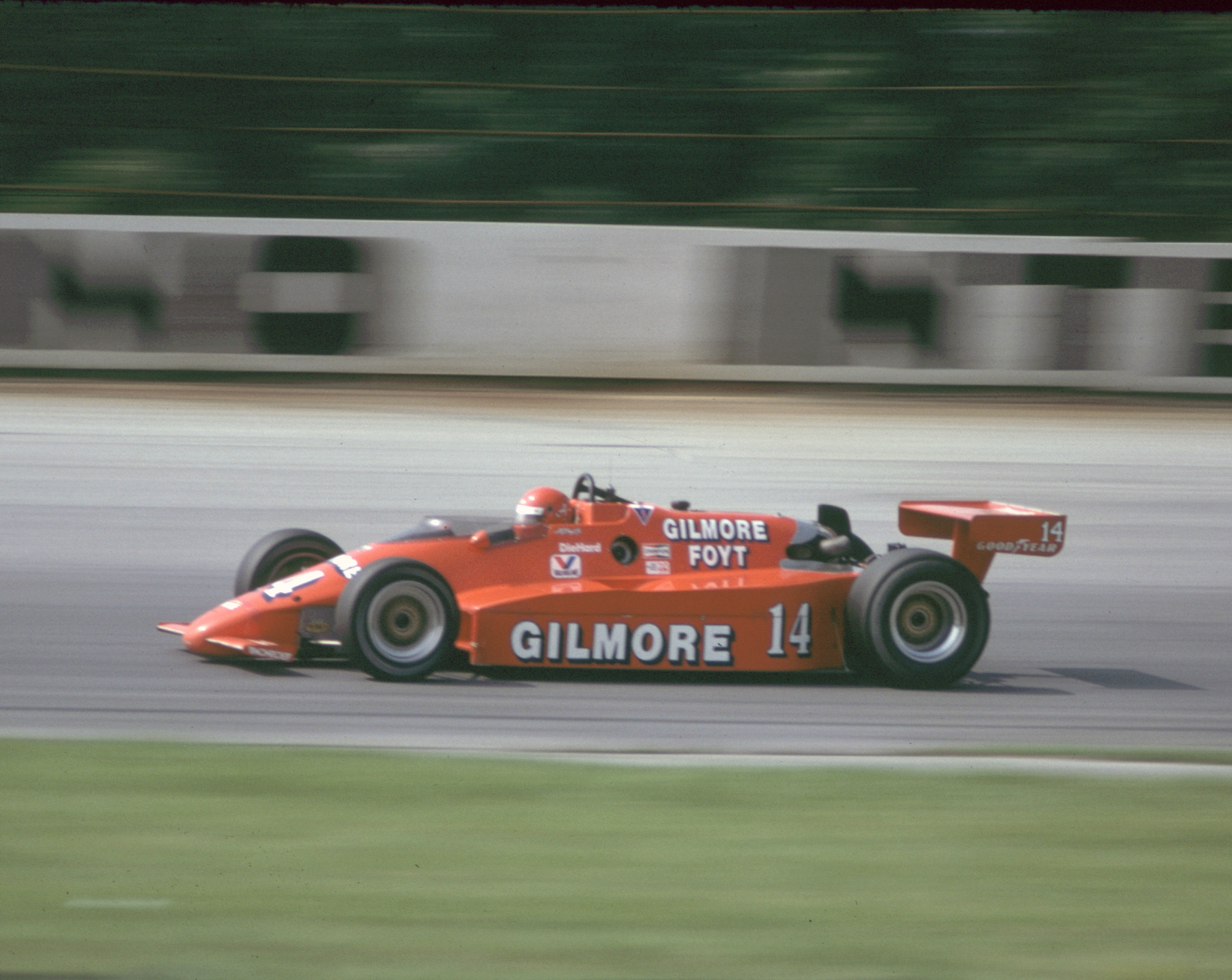
Foyt op de Pocono Raceway in 1984

Anthony Joseph Foyt Jr. (Houston, 16 januari 1935) is een voormalig Amerikaans autocoureur. Hij won zeven formuleracing kampioenstitels in het kampioenschap dat de voorloper was van de Champ Car en won vier keer de legendarische Indianapolis 500.

## Champ Car
Foyt nam vanaf 1957 deel aan het formuleracing kampioenschap dat georganiseerd werd door de United States Automobile Club en dat de voorloper is van het Champ Car kampioenschap zoals dat gehouden werd tussen 1979 en 2007. Hij won zijn eerste race in 1960 op het circuit van Du Quoin en won dat jaar nog drie andere races en werd zo voor de eerste keer kampioen, voor Rodger Ward, die het jaar voordien kampioen was geworden. Foyt won eveneens het kampioenschap van 1961 en 1963, nadat hij in 1962 vice-kampioen was geworden na Rodger Ward, die dat jaar zijn tweede en laatste titel won. Foyt won in 1964 zijn vierde titel met overtuiging. Hij won dat jaar tien van de dertien races. In 1967 won hij zijn vijfde titel. Dan gaat het enkele jaren later wat minder. Acht jaar na zijn vijfde titel beleeft hij opnieuw een excellent raceseizoen. Hij won zeven races en werd daarmee de kampioen van 1975. Ten slotte won hij het afgeslankte USAC kampioenschap in 1979, het werd zijn allerlaatste titel. In 1981 won hij zijn allerlaatste race dat eveneens deel uitmaakte van een mini-USAC kampioenschap. Foyt stond in het USAC kampioenschap 53 keer op poleposition, won 67 races, won zeven keer de kampioenstitel en werd drie keer vice-kampioen.
Tussen 1980 en 1987 nam hij deel aan races uit de Champ Car kalender, maar werkte een beperkt programma af. Tussen 1988 en 1990 werkt hij voor de laatste keer een goed gevuld programma af (veertien races in 1988 en 1990, twaalf races in 1989), maar behaalde geen podiumplaatsen meer.

## Indianapolis 500
Foyt nam tussen 1958 en 1992 vijfendertig jaar op rij deel aan de Indianapolis 500, de belangrijkste race van het jaar in de Verenigde Staten. Hij won de race vier keer, in 1961, 1964, 1967 en tien jaar later in 1977. Daarmee was hij de eerste coureur die de race vier keer won. Later evenaarden Al Unser, Rick Mears en Hélio Castroneves het record. Foyt vertrok eveneens vier keer vanaf poleposition, echter won nooit de race wanneer hij vanaf de eerste startplaats vertrok. Naast vier keer winst behaalde hij vijf keer een podiumplaats als niet-winnaar. Hij werd tweede in de race in 1976 en 1979 en derde in 1963, 1971 en 1975. In 1992 reed hij op 57-jarige leeftijd de race voor een laatste keer. Hij werd negende dat jaar.

## Andere raceklassen
Foyt won in zijn carrière zeven Nascar races, waaronder de Daytona 500 van 1972. Andere belangrijke overwinningen in diverse raceklassen die hij boekte zijn :
- de 24 uur van Le Mans van 1967 met co-rijder Dan Gurney.
- de 24 uur van Daytona van 1983 en 1985, beide overwinningen met Bob Wollek en onder meer Thierry Boutsen in 1985.
- de 12 uren van Sebring van 1985 met co-rijder Bob Wollek.

## Teameigenaar
In 1963 richtte hij samen met zakenman Jim Gilmore een raceteam op. Foyt won zijn vierde en laatste Indianapolis 500 in een wagen van zijn team. Vanaf de oprichting van de Indy Racing League in 1996 neemt zijn A.J. Foyt Enterprises deel aan dat kampioenschap. Scott Sharp werd dat jaar co-kampioen met het team. De Zweed Kenny Bräck won het kampioenschap twee jaar later in een racewagen van Foyt en won in 1999 de Indianapolis 500. Aan de start van het IndyCar seizoen van 2009 was de Braziliaan Vitor Meira vaste rijder bij het team. Nadat deze tijdens de Indy 500 een kwetsuur had opgelopen werd hij vanaf de race in Iowa vervangen door Ryan Hunter-Reay.

## Resultaten
United States Automobile Club resultaten (aantal gereden races, aantal maal in de top 5 van een race, eindpositie kampioenschap en punten)
| Jaar | Races | 1ste | 2de | 3de | 4de | 5de | Rank | Ptn  |
| ---- | ----- | ---- | --- | --- | --- | --- | ---- | ---- |
| 1957 | 5     | -    | -   | -   | -   | -   | 26   | 160  |
| 1958 | 12    | -    | 1   | 1   | 1   | -   | 10   | 700  |
| 1959 | 10    | -    | 1   | 2   | -   | -   | 5    | 910  |
| 1960 | 12    | 4    | 2   | 2   | 1   | -   | 1    | 1680 |
| 1961 | 12    | 4    | 1   | 1   | -   | 1   | 1    | 2150 |
| 1962 | 13    | 4    | 3   | -   | 2   | -   | 2    | 1950 |
| 1963 | 12    | 5    | 3   | 2   | 1   | -   | 1    | 2950 |
| 1964 | 13    | 10   | -   | -   | -   | -   | 1    | 2900 |
| 1965 | 17    | 5    | 3   | 1   | 1   | -   | 2    | 2500 |
| 1966 | 12    | -    | 1   | 2   | -   | -   | 15   | 775  |
| 1967 | 20    | 5    | 3   | -   | 1   | 2   | 1    | 3440 |
| 1968 | 20    | 4    | 1   | 1   | 2   | -   | 6    | 1860 |
| 1969 | 17    | 1    | -   | 3   | 1   | 2   | 7    | 1570 |
| 1970 | 13    | -    | -   | 2   | 1   | -   | 9    | 1150 |
| 1971 | 9     | 1    | 1   | 2   | -   | 1   | 2    | 2320 |
| 1972 | 5     | -    | -   | -   | -   | -   | 36   | 75   |
| 1973 | 12    | 2    | -   | -   | -   | -   | 10   | 1580 |
| 1974 | 12    | 2    | 1   | 1   | 2   | -   | 8    | 1510 |
| 1975 | 12    | 7    | 1   | 2   | -   | -   | 1    | 4920 |
| 1976 | 11    | 2    | 1   | 1   | -   | -   | 7    | 1720 |
| 1977 | 8     | 3    | 2   | -   | -   | -   | 4    | 2840 |
| 1978 | 18    | 2    | 2   | 1   | 4   | 1   | 5    | 3024 |
| 1979 | 7     | 5    | 1   | -   | -   | -   | 1    | 3320 |

Champ Car resultaten (aantal gereden races, aantal maal in de top 5 van een race)
| Jaar        | Races | 1ste | 2de | 3de | 4de | 5de |
| ----------- | ----- | ---- | --- | --- | --- | --- |
| 1980 - 1992 | 85    | -    | 1   | -   | 2   | 4   |